# لورانس ماكورميك
لورانس ماكورميك هو لاعب هوكي الجليد كندي، ولد في 12 يوليو 1890 في كيبك في كندا، وتوفي في 30 ديسمبر 1961 في هاينيس في الولايات المتحدة.

## وصلات خارجية
- لورانس ماكورميك على موقع EliteProspects.com (الإنجليزية)
- لورانس ماكورميك على موقع Eurohockey.com (الإنجليزية)
- لورانس ماكورميك على موقع أوليمبيديا (الإنجليزية)